# Odontopleuridae
De Odontopleuridae zijn een familie van trilobieten uit de orde Odontopleurida. De fossielen van deze familie komen op veel plekken voor. De Odontopleuridae verschijnen voor het eerst in strata van het Laat-Cambrium en de laatste soorten verdwijnen aan het eind van het Frasnien in het Laat-Devoon. De Odontopleuridae staan bekend om hun lange, vaak talrijke stekels bij de randen van hun exoskelet. 

## Taxonomie
- Acanthalomina
- Acidaspidella?
- Acidaspides?
- Acidaspis
- Anacaenaspis
- Apianurus
- Archaeopleura
- Boedaspis
- Borkopleura
- Brutonaspis
- Calipernurus
- Ceratocara
- Ceratocephala
- Ceratocephalinus
- Ceratonurus
- Chlustinia
- Dalaspis
- Diacanthaspis
- Dicranurus
- Dudleyaspis
- Edgecombeaspis
- Eoleonaspis
- Exallaspis
- Gaotania
- Globulaspis
- Hispaniaspis
- Isoprusia
- Ivanopleura
- Kettneraspis
- Koneprusia
- Laethoprusia
- Leonaspis
- Meadowtownella
- Miraspis
- Ningnanaspis
- Odontopleura
- Orphanaspis
- Periallaspis
- Primaspis
- Proceratocephala
- Radiaspis
- Rinconaspis
- Selenopeltis
- Selenopeltoides
- Sinespinaspis
- Stelckaspis
- Taemasaspis
- Uriarra
- Whittingtonia